# Vacaturesite
Een vacaturesite is een website die gebruikt kan worden voor het vinden van een baan, maar omgekeerd ook voor het vinden van de juiste kandidaat voor een bepaalde functie.
Vaak kunnen gebruikers hun cv uploaden, zodat werkgevers al dan niet tegen betaling deze cv’s kunnen bekijken.  Werkgevers kunnen vacatures op de vacaturesite plaatsen, zodat werkzoekenden deze vacatures vinden en via e-mail of een online reactieformulier kunnen reageren.
Op internet zijn er diverse  vacaturesites te vinden, en deze werken op verschillende manieren. Een bekend voorbeeld is LinkedIn.

## Soorten vacaturesites
De  vacaturesites zijn onder te verdelen in 3 hoofdgroepen:  
- Generieke vacaturebanken
- Lokale vacaturebanken en
- niche- of doelgroepvacaturebanken.

### Generiek
Een generieke vacaturesite is gericht op alle vacatures. Generieke sites zijn niet doelgroepgericht, en in tegenstelling tot nichesites worden hier zo veel mogelijk vacatures aangeboden in alle voorkomende beroepen en functies. Werkzoekenden kunnen zoeken binnen de aangeboden functies, en kunnen deze filteren op verschillende manieren waaronder bedrijf, locatie, of specifieke branche.
Voor werkzoekenden die niet branche-gericht zoeken, is een generieke vacaturesite handig omdat daar een veelheid aan zeer diverse vacatures voorhanden is.

### Lokale vacaturesite
Een lokale vacaturesite richt zich op een afgebakend gebied, meestal een gemeente. Alleen vacatures in deze gemeente worden getoond. Mensen die dicht bij huis een baan willen, het liefst op fietsafstand, hebben baat bij een dergelijke lokale vacaturesite. Het komt voor dat een lokale ondernemer in de arbeidsbemiddeling een dergelijke lokale vacaturesite beheert. Dit heeft als voordeel dat er een lokaal gezicht én adres is waar werknemers ook terechtkunnen om te worden ondersteund in het vinden van een nieuwe baan in de buurt.

### Niche
Een nichevacaturesite daarentegen richt zich op een specifieke (beroeps)doelgroep zoals bijvoorbeeld secretaresses of een doelgroep als interim professionals of zelfstandigen.
Omdat een nichesite zich slechts op één soort baan, functie of type dienstverband richt, is het voor zowel werkgevers als werkzoekenden een stuk makkelijker om de juiste persoon, specifieke vacature of opdracht te vinden die aansluit op de wensen en competenties van de werkzoekenden.
De nichevacaturesite kan de voorkeur genieten van werkgevers, omdat de ingeschreven kandidaten reeds werkzaam zijn in de branche, en vaak al beschikken over de benodigde competenties en ervaring. Ook wordt op deze manier direct en alleen de juiste doelgroep bereikt. Dit voorkomt dat de werkgever reacties ontvangt van werkzoekenden die niet aan het gewenste profiel voldoen.